# Slatina (Přešťovice)
Slatina (deutsch 1939–1945 Moor) ist eine Ansiedlung der Gemeinde Přešťovice in Tschechien. Sie liegt sieben Kilometer nordöstlich von Strakonice und gehört zum Okres Strakonice.

## Geographie

### Geographische Lage
Slatina befindet sich im Hügelland Blatenská pahorkatina im Quellgrund des Baches Slatinský potok. Nordöstlich erhebt sich die Borovnice (500 m) und im Süden der Brdo (508 m). Am westlichen Ortsausgang liegt der Teich Silniční rybník.

### Gemeindegliederung
Slatina ist Teil des Katastralbezirkes Přešťovice.

### Nachbargemeinden
Nachbarorte sind Kbelnice und Jemnice im Norden, Brusy und Vítkov im Nordosten, Na Ovčíně im Osten,  Nové Kestřany im Südosten, Štěkeň im Süden, U Mostáka, Petrlice und Přešťovice im Südwesten, Rovná im Westen sowie Domanice, Radomyšl und Rohozná im Nordwesten.

## Geschichte
Slatina wurde 1796 durch den Besitzer der Herrschaft Stiekna, Joseph-Niklas zu Windisch-Graetz als Dominikaldorf gegründet. Der nachfolgende Besitzer und zugleich der letzte Feudalherr war ab 1802 dessen Sohn Alfred I. zu Windisch-Graetz. Im Jahre 1840 bestand Slatina aus 15 Häusern mit 102 Einwohnern, Pfarrort war Stiekna. Bis zur Mitte des 19. Jahrhunderts blieb das Dorf der Allodialherrschaft Stiekna samt dem Gut Mladiegowitz untertänig.
Nach der Aufhebung der Patrimonialherrschaften bildete Slatina ab 1850 einen Ortsteil der Marktgemeinde Štěkeň. Während der deutschen Besetzung erhielt das Dorf den deutschen Namen Moor. Da Slatina über Straßen nur von Přešťovice aus erschlossen und von Štěkeň nur über Waldwege erreichbar ist, wurde das Dorf 1948 nach Přešťovice umgemeindet.

## Kultur und Sehenswürdigkeiten
- Kapelle
- Brunnen Hrochova studánka, nordöstlich des Dorfes am Weg nach Vítkov